# دردار مزرق
دردار مزرق (الاسم العلمي:Ulmus glaucescens) هو نوع من النباتات يتبع جنس الدردار من الفصيلة الدردارية.